# Sminthopsis boullangerensis
Sminthopsis boullangerensis là một loài động vật có vú trong họ Dasyuridae, bộ Dasyuromorphia. Loài này được Crowther, Dickman & Lynam miêu tả năm 1999.